# Crenella faba
Crenella faba är en musselart som först beskrevs av Cornelius Herman Muller 1776.  Crenella faba ingår i släktet Crenella och familjen blåmusslor. Inga underarter finns listade i Catalogue of Life.